# Obererlinsbach
Obererlinsbach é uma comuna da Suíça, no Cantão Soleura, com cerca de 694 habitantes. Estende-se por uma área de 3,03 km², de densidade populacional de 229 hab/km². Confina com as seguintes comunas: Erlinsbach (AG), Kienberg, Niedererlinsbach, Oltingen (BL), Rohr, Stüsslingen.
A língua oficial nesta comuna é o Alemão.